# Diholcos
Diholcos là một chi thực vật có hoa trong họ Đậu.